# Omer Braeckeveldt
Omer Braeckeveldt (Tielt, 10 ottobre 1917 – Bruges, 6 agosto 1987) è stato un ciclista su strada belga Professionista dal 1949 al 1955 fu campione nazionale nel 1942 nella prova in linea.

## Carriera
Oltre ai numerosi successi in corse minori del Belgio, conquistò nel 1954 la Gullegem Koerse, oltre alla vittoria della prima tappa della Vuelta a España del 1950, dove indossò la maglia biancorossa di leader per le prime quattro tappe, dopodiché fu costretto al ritiro per un infortunio.

## Palmarès
- 1950

1a tappa Vuelta a Espana
- 1954

Gullegem Koerse

### Altri successi
- 1949

Criterium di Lovendegem
Kermesse di Meise
- 1950

Kermesse di Nederbrakel
Kermesse di Borgerhout

## Piazzamenti

### Classiche monumento
- Giro delle Fiandre

1948: 15º
1948: 26º
1949: 42º
1950: 47º
- Parigi-Roubaix

1948: 32º
1949: ritirato
- Liegi-Bastogne-Liegi

1949: 11º

## Grandi giri
- Vuelta a Espana

1950: ritirato